# Вбивство Джона Леннона
Вбивство Джона Леннона, всесвітньо відомого британського рок-музиканта, засновника та лідера The Beatles, сталося 8 грудня 1980 року біля входу в будівлю «Дакота», в якій Леннон проживав разом зі своєю дружиною Йоко Оно. Він був застрелений Марком Чепменом — людиною, яка була обурена поглядами і способом життя Леннона і, судячи з усього, мала психічні відхилення, хоча останнє не було визнано судом. Вбивство сталося ввечері, коли Джон Леннон разом із Йоко Оно поверталися додому з звукозаписної студії Record Plant.
Смерть Джона Леннона була констатована після прибуття в лікарню Св. Луки—Рузвельта, причина — велика втрата крові. Незабаром місцеві радіостанції повідомили про те, що трапилося, після чого біля лікарні Рузвельта і біля будівлі «Дакоти» зібралися натовпи людей. 10 грудня 1980 року тіло Леннона було кремовано на кладовищі Фернкліфф, Грінберг, а прах був відданий Йоко Оно, яка заявила, що похорону не буде. Перше повідомлення про смерть Леннона широкому загалу було зроблено коментатором Говардом Коселлом на каналі ABC під час футбольної трансляції Monday Night Football.

## Події перед вбивством

### 8 грудня 1980 року
Близько 10:00 Леннон та Оно в своїй квартирі давали інтерв'ю — що стало останнім для Джона — Дейву Шоліну, Лорі Кей, Рону Гуммелю та Берту Кіну для музичного шоу на RKO Radio Network. Близько 14:00 в квартиру Леннонів прибула фотограф Анні Лейбовіц, щоб зробити фотосесію для журналу Rolling Stone. Лейбовіц пообіцяла Джону, що його фото з Оно потрапить на обкладинку, хоча спочатку вона намагалася сфотографувати його одного. За спогадами Анні: «Ніхто не хотів її [Оно] на обкладинці», — однак Джон наполіг, щоб на знімку вони були разом. Після зйомки о 15:30 Лейбовіц лишила квартиру. Близько 17:00 Джон та Йоко вийшли з дому, щоб сісти в лімузин, який мав відвезти їх до студії Record Plant для зведення пісні «Walking on Thin Ice» (пісня Оно в супроводі соло-гітари Леннона). Але в призначений час лімузин не приїхав, і, не дочекавшись його, Леннон та Оно вирушили в студію на машині радіостанції RKO. До того як Леннон та Оно сіли в машину, кілька людей попросили в Джона автограф (фанати часто чекали його біля «Дакоти», щоб поспілкуватися або взяти автограф) — серед них був і Марк Чепмен.

### Марк Девід Чепмен

Леннон підписує копію Double Fantasy Чепмену (праворуч) за кілька годин до смерті

Двадцятип'ятирічний Марк Девід Чепмен працював сторожем житлового комплексу «Вайкікі» в Гонолулу, Гаваї. Планувати вбивство він почав за три місяці до його скоєння. Раніше, в кінці жовтня того ж року (до випуску альбому Double Fantasy), він приїжджав в Нью-Йорк, маючи намір вбити Леннона; заради цієї поїздки він продав літографію Нормана Роквелла «Потрійний автопортрет» і купив у свого друга пістолет, але вже 5 листопада полетів в своє рідне місто Атланту, оскільки йому потрібні були патрони, які не можна було легально купити в Нью- Йорку. Через декілька днів він повернувся в Нью-Йорк вже з пістолетом і патронами, але під враженням від фільму «Звичайні люди» передумав здійснювати замах на Леннона і в середині листопада повернувся на Гаваї. Чепмен розповів про свої плани дружині, і вона попросила його звернутися за лікуванням, після чого Марк навіть призначив зустріч з психіатром. Проте врешті-решт він переконав її, що позбувся зброї і передумав здійснювати вбивство, а їде він для того, щоб написати дитячу книжку. 6 грудня, за два дні до замаху, він повернувся в Нью-Йорк.
Восьмого грудня Чепмен попросив фотографа-любителя Пола Гореша, який також був бітломаном, допомогти йому: Чепмен заплатив Горешу 50 доларів, щоб він сфотографував його з Джоном, коли той даватиме автограф, оскільки, за його словами, інакше на Гаваях ніхто не повірить у справжність цього автографа. У момент, коли Леннон, Оно і команда RKO проходили поруч, майбутній вбивця мовчки простягнув Джону копію Double Fantasy та ручку. Той посміхнувся і написав на екземплярі: «John Lennon, December 1980». Джон запитав: «Це все, що ви хотіли?» — на що Чепмен відповів: «Так. Дякую, Джон».
Наступні кілька годин Чепмен провів на вулиці біля входу в «Дакоту». Коли Хелен Сімен (сімейна няня Леннона та Оно) і п'ятирічний Шон Леннон поверталися додому з прогулянки, Чепмен наблизився до хлопчика, торкнувся його руки і сказав, що для нього було честю зустрітися з хлопцем. О 8 годині вечора фотограф Пол Гореш повідомив, що йому потрібно додому в Нью-Джерсі і він їде, оскільки очевидно, що Леннони повернуться ближче до півночі. Чепмен безуспішно вмовляв його залишитися. «Я буду чекати, — сказав Чепмен. — Ти ніколи не знаєш, чи побачиш його знову». Не зрозумівши натяку, Пол поїхав, а Марк залишився розмовляти зі швейцаром Хосе Пердомо.

## Вбивство
Приблизно о 22:30, після чотиригодинної роботи над «Walking On Thin Ice», Леннон та Оно покинули студію. Дорогою додому вони хотіли перекусити в Stage Deli, але передумали, вирішивши спочатку повернутися в «Дакоту», щоб побажати Шону добраніч. Леннону подобалося догоджати фанатам, які тривалий час чекали на нього, щоб взяти автограф або сфотографуватися. В інтерв'ю Енді Піблзу з BBC Radio 1 за два дні до смерті він сказав, що фанати не докучають йому: люди підходять до нього і просять автографи або говорять «Привіт», але при цьому не пристають і не набридають.
Замість того, щоб вийти з лімузина на подвір’ї «Дакоти», яке охороняється, Леннони покинули його на 72-й вулиці і далі пішли пішки. Було близько 22:50. Йоко пішла вперед, Джон йшов позаду, несучи касети з записами. Він кинув погляд на Чепмена і кивнув йому, проходячи повз. Через кілька секунд, коли Леннон увійшов в арку будинку, Марк Девід Чепмен почав стріляти йому в спину, випустивши п'ять експансивних куль зі свого револьвера Charter Arms .38 Special, чотири з яких потрапили в Джона.
У багатьох репортажах по радіо, на телебаченні і в газетах стверджувалося, що перед пострілами Чепмен гукнув Джона словами «Містер Леннон!» і прийняв позицію для стрільби — ці твердження були засновані на заяві, зробленій в ту ніч детективом поліції Нью-Йорка Джеймсом Салліваном. Сам Чепмен сказав, що не пам'ятає, чи окликав Леннона, але в інтерв'ю Барбарі Волтерс 1992 року він підтвердив, що прийняв позицію для стрільби.
Одна з куль пройшла над головою Леннона, дві потрапили в ліву частину спини, дві — в його ліве плече; принаймні одна з куль потрапила в аорту. Хитаючись, Леннон зміг увійти в вестибюль «Дакоти», пробурмотів: «У мене стріляли. У мене стріляли» (англ. I’m shot. I’m shot. — швидше за все, це були останні слова Джона Леннона) — і впав обличчям вниз, упустивши касети. З ран і з рота Леннона йшла масивна кровотеча. Консьєрж Джей Гастінгс спершу хотів накласти Леннону джгут, але після того, як розірвав його закривавлену сорочку, зрозумів, що це марно. Він прикрив Леннона своїм жакетом, зняв з нього закривавлені окуляри і викликав поліцію. Окуляри потім були передані Йоко Оно, і їх фотографія стала обкладинкою музичного альбому.
Чепмен відкинув пістолет, зняв пальто і сів на тротуар: він знав, що скоро приїде поліція, і хотів показати, що він беззбройний. Пердомо кричав на нього: «Ти знаєш, що ти наробив?», на що той спокійно відповів: «Я щойно застрелив Джона Леннона» (англ. I just shot John Lennon). Чепмен не намагався сховатися, навіть незважаючи на те, що через вулицю був вхід у метро. Першими на місце злочину прибули поліцейські Стів Спіро та Пітер Каллен, які на момент прийняття виклику знаходилися на перехресті 72-ї вулиці і Бродвею. Після прибуття вони насамперед мали заарештувати вбивцю. Швейцар вказав поліцейським на Чепмена, який сидів на тротуарі 72-ї вулиці під ліхтарем і читав книгу Джерома Селінджера «Ловець у житі», на титульному аркуші якої було написано: «Холдену Колфілду. Від Холдена Колфілда. Це мої свідчення». Спіро і Каллен схопили його та заарештували. Поліцейські обшукали Чепмена, але знайшли лише ключі, вищезгадану книгу і гаманець, в якому було 2000 доларів. Стів надів на нього наручники, а ліфтер «Дакоти» приніс Каллену зброю, яку до цього забрав із тротуару.

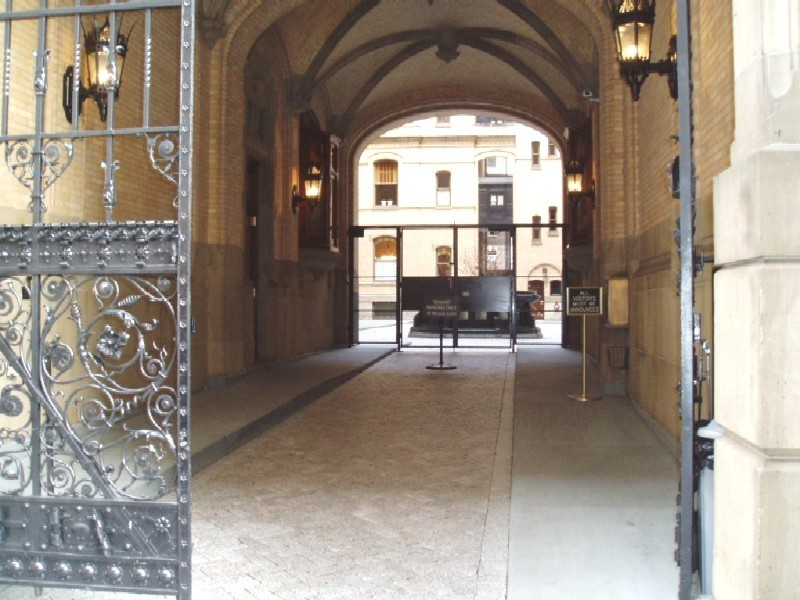
Вхід у Дакоту

Через кілька хвилин до «Дакоти» прибула друга патрульна машина з поліцейської дільниці № 20, розташованої на 82-й вулиці. Поліцейські Білл Гембл і Джеймс Моран, переконавшись, що їхні колеги контролюють підозрюваного, попрямували до вестибюлю будинку, де лежав Джон Леннон і навколо якого зібралися люди. Йоко Оно голосно кричала. Всупереч проханням Йоко Гембл перевернув його, щоб визначити серйозність поранень. Стан Леннона був критичним. Гембл сказав Морану, що вони не можуть дозволити собі чекати швидку допомогу і мають самі доставити пораненого до лікарні. Джеймс узяв Леннона за ноги, Білл — за пахви, вони донесли його до патрульної машини і поклали на заднє сидіння. Моран сів за кермо і включив сирену, Гембл залишився позаду з Джоном. На високій швидкості автомобіль попрямував до найближчого госпіталю — лікарні Св. Луки—Рузвельта на 59-й вулиці, — відстань до якого становила 14 кварталів — трохи більше 3800 метрів. Через рацію Моран повідомив працівникам лікарні про необхідність терміново підготувати носилки до їх приїзду.
Тим часом Гембл, намагаючись зберегти Леннона в свідомості, ставив йому прості питання. За словами одного поліцейського, у відповідь на питання «Ви Джон Леннон?» той зміг вимовити «Так». За словами іншого поліцейського, Леннон лише кивнув, не будучи в змозі говорити через кровотечу з рота, і незабаром втратив свідомість.
Слідом за ними їхав інший поліцейський автомобіль, за кермом якого сидів офіцер Ентоні Палмер; з ним же була Йоко Оно, яка продовжувала кричати і не могла повірити в те, що сталося. Через три хвилини машина з Джоном дісталася до лікарні, його відразу ж перенесли до відділення швидкої допомоги. На той момент Леннон вже не дихав і не мав пульсу, хоча з моменту пострілів пройшло лише близько 10 хвилин. Реанімаційними заходами керував голова невідкладної допомоги доктор Стефан Лінн. У той час, поки Йоко дзвонила в «Дакоту», щоб дізнатися, чи в порядку Шон, лікарі боролися за життя Джона Леннона. Доктор Лінн, ще два лікарі і безліч асистентів працювали протягом 20 хвилин. Вони розкрили грудну клітку, робили прямий масаж серця і переливання крові, щоб відновити кровообіг, але не змогли врятувати його.
Доктор Лінн оголосив Джона Леннона мертвим після прибуття у відділення швидкої допомоги лікарні Св. Луки—Рузвельта. У цей момент в лікарні по радіо зазвучала пісня «All My Loving». Йоко про смерть чоловіка повідомили о 23:15. Лінн сказав їй, що в Леннона не було шансів, оскільки були пошкоджені всі головні судини вище серця. За одними свідченнями, хоча пізніше Йоко заперечувала це, вона впала і почала битися головою об підлогу, а заспокоїлася лише після того, як медсестра віддала їй обручку Джона. Вона попросила присутніх в лікарні затримати розголос смерті Леннона на 20–25 хвилин, пояснюючи це тим, що її син Шон все ще не спить і дивиться телевізор, а вона не хотіла б, щоб він дізнався про смерть батька по телебаченню. Втім, її проханню не судилося здійснитись, оскільки в той момент у відділенні знаходився працівник служби новин телеканалу ABC, який повідомив своїх колег про те, що трапилося. У зворушеному стані Оно лишила лікарню разом із Девідом Геффеном і співробітниками поліції.

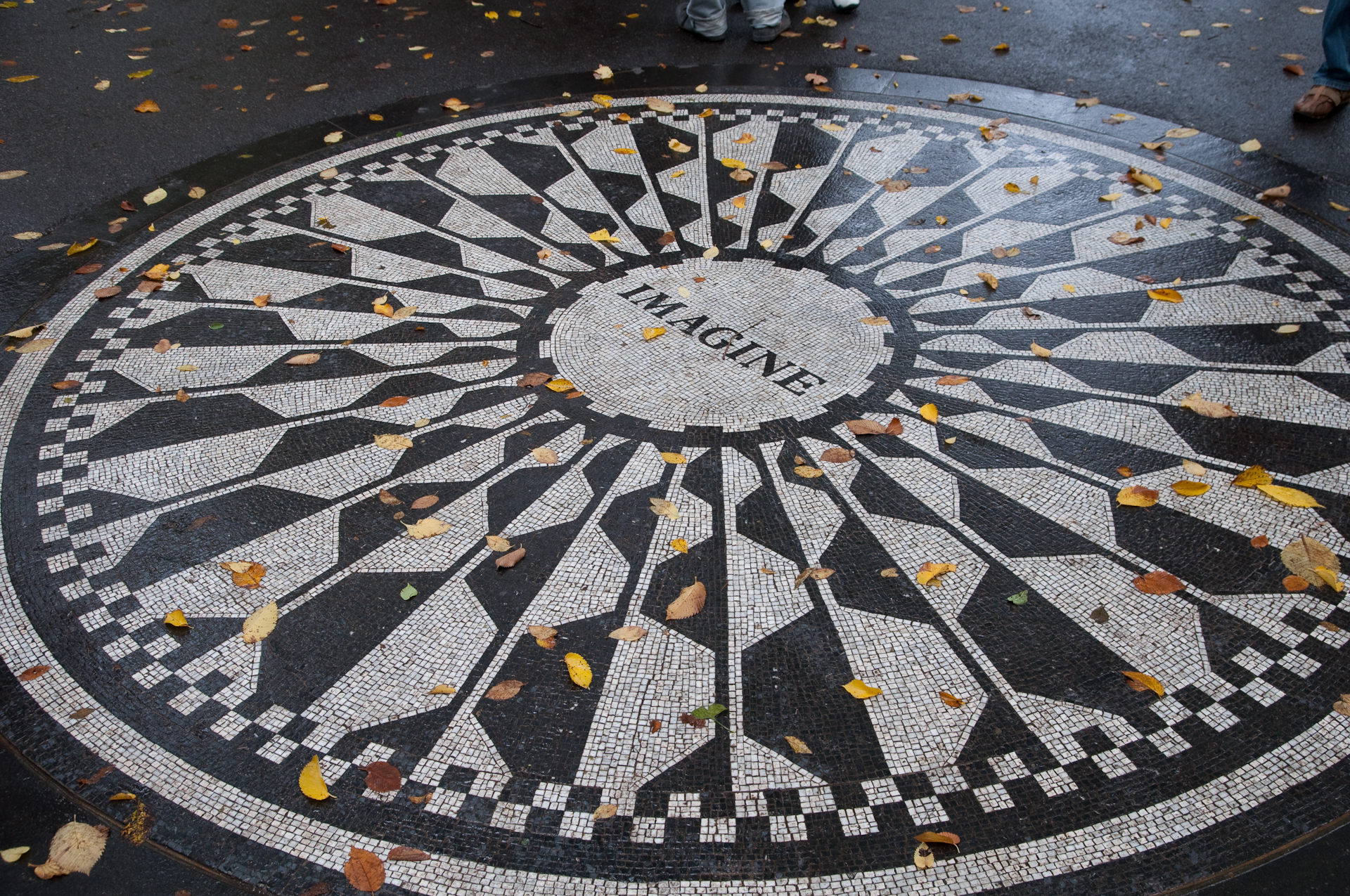
Стробері Філдс. Місце, де Йоко Оно розвіяла прах Леннона в Центральному парку, Нью-Йорк

Наступного дня старший судово-медичний експерт Нью-Йорка доктор Елліот М. Гросс виконав розтин тіла Леннона. Експертиза встановила, що він помер від шоку і масивної втрати крові. Чотири експансивні кулі, які при попаданні в тіло деформуються, збільшуючись в діаметрі, смертельно пошкодили внутрішні органи, в тому числі ліву легеню, ліву підключичну артерію та аорту. 
 У той час, поки лікарі намагалися врятувати Леннона, в сусідньому відділенні швидкої допомоги знаходився молодий журналіст каналу ABC, який трохи раніше потрапив в аварію на своєму мотоциклі. Дізнавшись, що це був Джон Леннон, він, кульгаючи, поспішив до телефонної будки і повідомив про побачене відділу новин ABC. Там в свою чергу звістка дійшла до керівництва каналу. Того вечора по ABC транслювалася програма Monday Night Football (прямий ефір Національної футбольної ліги): матч між клубами «Маямі Долфінс» і «Нью-Інгленд Петріотс» (рахунок до того моменту був 13:13). Під час перерви в четвертій чверті коментатор Говард Коселль, перемовляючись із Френком Гіффордом, вперше оголосив широкому загалу про смерть Джона Леннона. В цей час Шон не дивився Monday Night Football і, як і хотіла Йоко, не дізнався про смерть батька по телевізору.
|  | Коселль: … але гра раптово стає не так важлива для нас. Я перерву, напад проходить в режимі «ноу-хаддл». Гіффорд: Третій даун, чотири [ярда]. [Чак] Форман… четвертий даун. [Метт] Кавана тягне час до останньої спроби, секунда за секундою, щоб у «Маямі» в будь-якому випадку не було шансів. (свисток судді) Таймаут, лишилося три секунди. Джон Сміт виходить на поле. І неважливо, що там відбувається на полі, Говард, ти маєш сказати, що ми щойно дізналися в ложі преси. Коселль: Так, ми маємо. Пам'ятайте, що це усього лиш футбольна гра, і неважливо, хто виграв або програв. Про невимовну трагедію повідомили нам з ABC News у Нью-Йорку: Джон Леннон біля свого будинку в Вест-Сайді, Нью-Йорк, мабуть, найвідоміший серед усіх «бітлів», отримав два постріли в спину, негайно був відправлений до лікарні Рузвельта і помер після прибуття. Складно вертатися до гри після такої раптової новини, з якою нам, певно, доведеться змиритися. Френк? Гіффорд: (після паузи) Так, дійсно. Оригінальний текст (англ.) [ Cosell: … but (the game)'s suddenly been placed in total perspective for us; I’ll finish this, they’re in the hurry-up offense. Gifford: Third down, four. (Chuck) Foreman … it’ll be fourth down. (Matt) Cavanaugh will let it run down for one final attempt, he’ll let the seconds tick off to give Miami no opportunity whatsoever. (whistle blows) Timeout is called with three seconds remaining, John Smith is on the line. And I don’t care what’s on the line, Howard, you have got to say what we know in the booth. Cosell: Yes, we have to say it. Remember this is just a football game, no matter who wins or loses. An unspeakable tragedy confirmed to us by ABC News in New York City: John Lennon, outside of his apartment building on the West Side of New York City. The most famous perhaps, of all of The Beatles, shot twice in the back, rushed to Roosevelt Hospital, dead on arrival. Hard to go back to the game after that news flash, which, in duty bound, we have to take. Frank? Gifford: (after a pause) Indeed, it is.] Помилка: {{Lang}}: текст вже має курсивний шрифт (допомога) |

Пізніше Коссель згадував:
|  | Ближче до кінця трансляції Monday Night Football мій продюсер Боб Гудріч сказав: «Руні Арлідж щойно подзвонив мені і повідомив, що Джон Леннон був застрелений і терміново доставлений в лікарню. Чекаємо подробиць від ABC News». Я не міг повірити в це. Гудріч потім сказав мені, що Джон помер після прибуття. Я був спустошений. Ми були в розпалі футбольного матчу, який підходив до овертайму, і я боровся в собі, не знаючи, чи повідомляти цю екстрену новину по ТБ, і думаючи, що навіть у цій хворій, одержимою спортом країні це набагато важливіше, ніж будь-яка проклята футбольна гра, яка будь-коли буде. Я вийшов в ефір і сказав, що це була просто гра, і відчув, що маю розказати цю історію. Оригінальний текст (англ.) Near the end of the Monday Night Football broadcast, my producer. Bob Goodrich said, 'Roone Arledge just called and told me that John Lennon has been shot and rushed to the hospital. We're waiting for details from ABC News.' I couldn't believe it. Goodrich then told me he was dead on arrival. I was devastated. We were in the midst of a tied football game that was about to go into overtime and I was wrestling with the problem of breaking the news on TV, thinking that, even in this sick, sports-obsessed country, this is far more important than any goddamn football game will ever be. I went on the air and said that it was just a game, and I felt compelled to tell this story. |

## Наступні події

### Чепмен
Я ніколи не хотів нікому завдавати болю. Мої друзі підтвердять, що в мені живуть дві сутності. Більша сутність — дуже добра; діти, з якими я працював, погодяться з цим. Але є в мені і невелика сутність, яка не може зрозуміти великий світ і що в ньому відбувається. Я не хотів нікого вбивати, і я дійсно не знаю, навіщо зробив це. Я боровся з меншою частиною себе протягом тривалого часу. Але на пару секунд вона виграла. Я просив Бога допомогти мені, але ми несемо відповідальність за наші власні вчинки. Я нічого не маю проти Джона Леннона, його творчості і особистих переконань…
Після затримання біля «Дакоти» поліцейські Стів Спіро і Пітер Каллен доставили Чепмена в 20-ту поліцейську дільницю Нью-Йорка. За дві години після вбивства, близько години ночі 9 грудня, він написав заяву, в якій повідомив, що всередині нього живуть дві сутності: більша — дуже добра і менша, яка не розуміє навколишній світ, — диявол. Також він написав, що ніколи не хотів нікого вбивати і не мав нічого проти Джона Леннона, але його менша сутність, з якою він довго боровся, перемогла і скоїла вбивство.
Ранній ранок Чепмен зустрів, сидячи в наручниках на другому поверсі поліцейської дільниці. Того ж ранку поліцейські зіткнулися з проблемою: вони мали передати Чепмена в суд, де йому буде пред'явлено звинувачення у вбивстві, але ЗМІ жадали побачити вбивцю, і перед дільницею зібрався великий натовп. Поліція була стурбована, що який-небудь знавіснілий шанувальник Леннона може вбити Чепмена. Йому наділи бронежилет і накинули на голову пальто, щоб ніхто не бачив його обличчя. Тоді поліцейські посадили Чепмена в фургон і доставили в кримінальний суд Нью-Йорка.
Чепмена звинуватили у вбивстві другого ступеня. Його адвокатом суд призначив Герберта Адлерберга, який був «ветераном» своєї справи і мав досвід приблизно з двадцятьма подібними вбивствами. Поговоривши з Чепменом, Адлерберг припустив, що він психічно нездоровий. У суді Адлерберг наполіг на тому, щоб підсудного перевірили на осудність в лікарні. Чепмен був прийнятий на обстеження в лікарню Белв’ю, однак пізніше його перевели в острівну в'язницю Райкерс, оскільки утримувати його в лікарні було небезпечно з огляду на можливий штурм будівлі фанатами. Показово, що поліцейські також зафарбували чорним кольором вікна в кімнатах, де спав Чепмен, щоб захистити його від можливих снайперів. У в'язниці його відвідували лікарі, яким він дав в цілому 150 годин інтерв'ю. В одному з них Марк сказав, що до вбивства Леннона він задумував замахи на багатьох інших відомих людей, серед яких були Пол Маккартні, Елізабет Тейлор, Жаклін Кеннеді, Джордж Скотт, Рональд Рейган, Джонні Карсон і Джордж Арійоши. Доктори дійшли до висновку, що, незважаючи на божевільність показань, обвинувачений готовий постати перед судом. Дев'ять психіатрів і клінічних психологів дали свідчення: шестеро заявили, що він психічно хворий, троє — що його стан не підходить під діагноз психоз.
У лютому 1981 року Чепмен направив до редакції газети Нью-Йорк таймс лист, в якому закликав абсолютно кожного прочитати книгу Джерома Селінджера «Ловець у житі». Адвокат Чепмена Адлерберг пізніше відмовився вести справу, і його місце зайняв Джонатан Маркс, молодий колишній помічник федерального прокурора США. Маркс вважав, що Чепмен буде визнаний невинним через неосудність, і в такому випадку його б відправили на лікування в державну психіатричну лікарню. Сам підсудний протягом численних інтерв'ю докторам весь час коливався, чи вважає він себе правим у своїх діях, чи він не міг себе контролювати. Зрештою 22 червня 1981 року на судовому засіданні Марк Чепмен визнав себе винним у вбивстві. За його словами, зізнатися йому велів Бог. Його адвокат Маркс був обурений діями свого клієнта і зажадав у судді переконатися в компетентності Чепмена приймати такі рішення та провести чергове обстеження, але Марк це заперечував і не погоджувався. Суддя Денніс Едвардс повідомив, що Чепмен ухвалив рішення по своїй волі, і визнав його компетентним вважати себе винним.
24 серпня 1981 року суддя засудив Чепмена до ув'язнення терміном від 20 років до довічного, доручивши при цьому проведення психіатричного лікування у в'язниці. Тоді ж засуджений був ув’язнений в тюрмі Аттика, штат Нью-Йорк, звідки був переведений в 2012 році до виправної установи Уенд. Починаючи з 2000 року Марк Девід Чепмен має право на умовно-дострокове звільнення, проте всі слухання щодо його звільнення, які проводилися в 2000, 2002, 2004, 2006, 2008, 2010, 2012, 2014, 2016 і 2018 роках, пройшли безрезультатно. У 2012 році комісія з умовно-дострокового звільнення заявила: «Не дивлячись на ваші позитивні зусилля, докладені під час ув’язнення, ваше звільнення в нинішній момент у значній мірі підірвало би повагу до закону і звело б до банальності трагічну загибель людини, яку ви заподіяли в результаті цього жахливого, нічим не спричиненого, насильницького, холодного і умисного злочину». Йоко Оно при цьому не раз заявляла, що не буде відчувати себе в безпеці, якщо Чепмена звільнять, і клопотала перед комісією про відмову йому в помилуванні. Під час слухання в серпні 2014 року члени комісії з трьох осіб вирішили, що вбивця Леннона не може бути відпущений на свободу, оскільки він, як і раніше, являє загрозу для оточуючих і може вчинити нові злочини: «Комісія прийшла до висновку, що в разі вашого звільнення є висока ймовірність того, що ви не зможете жити і перебувати на свободі без здійснення нових порушень закону».

#### Мотиви злочину
Основним мотивом вбивства Джона Леннона Чепмен згодом назвав те, що він хотів «викрасти славу» музиканта і стати знаменитим, йому було важко відчувати себе «великим нікчемою» і «великим порожнім місцем». Пізніше він зізнався в усвідомленні того, що прийняв жахливе рішення з егоїстичних міркувань: «Я відчував, що, убивши Джона Леннона, я стану кимось. Замість цього я став вбивцею, а вбивці не є кимось».
Також відомо, що Чепмен вважав Леннона «брехуном», як і деяких інших знаменитостей. Так, дружина Марка Глорія згадувала його після прочитання книги про Леннона: «Він розсердився і назвав Леннона ублюдком. Він був злий через те, що Леннон проповідував любов і мир і мав при цьому мільйони». За кілька годин до вбивства Чепмен прочитав інтерв'ю Джона в останньому випуску Playboy і знову усвідомив, «який правий він був, вважаючи Леннона брехуном, і як правильно було б його вбити». Тоді ж, незадовго до вбивства, Марк включив у готелі телевізор і став уявляти, як багато буде про нього репортажів у ЗМІ і як всі будуть шукати відповіді на запитання, навіщо він вбив екс-бітла.

## Реакція на вбивство
Вбивство Леннона шокувало інших екс-бітлів і збільшило в них вже існуючі побоювання за своє життя. Однак незабаром після вбивства Пол Маккартні на питання журналіста «Що ви відчули, дізнавшись про смерть Джона?» відповів: «Це тягар, чи не так?» (англ. «Drag isn’t it?»). Йому потім довелося багато разів вибачатися за цю репліку.
6 січня 1981 року відбулася остання студійна сесія групи Пола Маккартні Wings. Як казав Лоуренс Джубер в інтерв'ю журналу Beatlefan, «… смерть Джона відбила у Пола бажання до концертної діяльності, адже йому доводилося б кожні 10 хвилин здригатися, чекаючи, що який-небудь придурок вистрілить в нього з пістолета». 27 квітня 1981 року офіційно оголошено про розпуск групи. Маєток Джорджа Харрісона Фраяр-парк, який був відкритим для відвідування, після смерті Джона став просто житлом Джорджа. Крім того, Джордж посилив охорону: поставив навколо будинку колючий дріт і відеокамери. У грудні 1999 року в будинок Харрісона увірвався озброєний ножем маніяк, який завдав Джорджу і його дружині Олівії кілька поранень, однак був обеззброєний господарями будинку. Чотири поранення в груди посилили хворобу Харрісона, який помер від раку легенів і раку мозку 29 листопада 2001 року.
Окрім екс-бітлів, побоювання за своє життя посилилися і в інших відомих музикантів.
Вбивство вплинуло на друга і колегу Леннона Девіда Боуї: Леннон брав невелику, але важливу участь в записі альбому Young Americans. Марк Чепмен був присутній на п'єсі «Людина-Слон» (в якій Боуї виконував роль Джозефа Мерріка ), фотографував Боуї біля дверей на сцену і відразу після цього вирушив до будинку Леннона («Дакота») для того, щоб застрелити його. Поліції він заявив, що якби йому не вдалося вбити Леннона, він би повернувся в театр і застрелив Девіда Боуї. У Чепмена знайшли програмку п'єси «Людина-Слон», на якій ім'я «Девід Боуї» було жирно обведено чорним чорнилом.

## Фільми
- Вбивство Джона Леннона (2006)
- Розділ 27
- «Джон Леннон. П'ять пострілів в кумира» (документальний телефільм Фуада Шабанова з циклу «Таємниці століття», РФ, 2004).